# François Zabaleta
Pour les articles homonymes, voir Zabaleta.
François Zabaleta, né le 17 février 1960 à Niort est un écrivain, plasticien, photographe et cinéaste français. Il vit à Gien (Loiret).

## Biographie
Issu d'une famille basque espagnole qui a donné plusieurs musiciens et sportifs (branches espagnole et argentine des Zabaleta), il est le petit-fils du rugbyman bayonnais David Zabaleta.

### Son travail sur l'écrit
C'est à la fin des années 1980 qu'il publie son premier roman, Les Innocents, puis d'autres récits et essais ainsi qu'un livre pour enfants, Un alligator pour la vie, illustré par Dupuy-Berberian.
Son travail d'écriture se poursuit aujourd'hui, au service de ses projets visuels.

### Son travail sur l'image
Alliant photographie et vidéo, il travaille essentiellement en France mais aussi en Espagne et aux États-Unis, sur de nombreux projets parmi lesquels :
- Le Capital humain, essai sur la recherche d’amour et de sexe sur Internet,
- Missing, travail autour des avis de recherche de personnes disparues,
- Mon objet préféré, inventaire des rapports identitaires que les individus entretiennent avec les objets,
- Le magasin de solitude, méditation sur le quotidien des artistes et la sédentarité dans l’Europe du début du troisième millénaire,
- La douce impatience de vivre, journal photographique.

Il a aussi réalisé en 2009 une adaptation cinématographique de sa propre pièce de théâtre, La Vie intermédiaire, présentée dans la sélection de l'Acid, le « off » du Festival de Cannes. Son travail photographique et cinématographique est une méditation conceptuelle sur le portrait photographique contemporain centrée sur les rapports de l’image et du langage écrit (mots, signes, symboles),,,.

## Principaux ouvrages publiés
- Les Innocents, éd. Chimères, 1989  (ISBN 2-908266-02-4)
- Le Mobilier amoureux ou la Volupté de l'accessoire, avec Jean-Claude Renard, éd. Chimères, 1991  (ISBN 2-908266-10-5)
- Toutes les larmes de mon corps, éd. Chimères, 1990  (ISBN 2-908266-14-8)
- Un alligator pour la vie, illustré par Dupuy-Berberian, éd. Nathan, 1996  (ISBN 2-09-282174-1)
- Le Vieil Homme et la Boîte en carton, éd. Olympio[10], 2001
- Le Broyeur, éd. Olympio, 2001
- Petites lumières humaines 2014
- Le Bâtard imaginaire, éd. L'Harmattan, 2018  (ISBN 978-2-343-16402-1)
- La dernière fois, éd. L'Harmattan, 2018  (ISBN 978-2-343-16403-8)
- Dragon noir, éd. L'Harmattan, 2025  (ISBN 978-2-336-54051-1)

## Théâtre
- Le premier qui meurt réveille l'autre, 2006
- La Vie intermédiaire, 2007
- La dernière fois, 2009
- Toi et aucun autre, 2012
- Mon mari, 2012
- Le Magasin de solitude, 2015
- Étoile montante, 2015
- Sud profond, 2016
- Les Envoûtés, 2017
- Mes péchés sont tout ce qu'il me reste, 2017
- Sorrow in the wind, 2017
- Couteau suisse, 2018
- Escort boy, 2018
- Bibliothèque rose, 2019
- Le cœur atmosphérique, 2020
- Chien perdu, 2020
- Valdivostok, 2021
- Arracher les mots à la bouche, 2021
- Là où vivent les hommes inconsolés, 2021
- Derniers jours du temps de l'innocence, 2022
- Petit Léon, 2023
- Vingt mille lieues sous la mère, 2024

## Œuvres photographiques et cinématographiques
- Trav’lin all alone (photos et vidéo)
- Memories-Sample Sale (photos et vidéo)
- Le capital humain (photos et vidéo)
- Missing (photos et vidéo)
- L’habitude d’être (photos et vidéo)
- Cancer mon amour (moyen métrage)
- La Vie intermédiaire (long métrage, diffusé par L'Harmattan, 2019)
- Fin de séjour sur terre (court métrage)
- September song (moyen métrage)
- Ton cœur est plus noir que la nuit (long métrage)
- La douce impatience de vivre (journal photographique)
- Fuck l'amour (court métrage)
- Le Musée des au revoir (moyen métrage)
- Dernière danse, lettre à Pina B. (court métrage)[11]
- Souvenir écran (court métrage)
- Grand-père (moyen métrage)
- Les Envoûtés (long métrage)
- Aucun homme ne mérite les larmes d'un femme (moyen métrage)
- Eternity minus one (court métrage)[12]
- La Nuit appartient aux enfants (court métrage)
- Travelling alone (moyen métrage, diffusé par L'Harmattan, 2019)[13],[14]
- Le Bâtard imaginaire (long métrage, diffusé par L'Harmattan, 2018)
- Couteau suisse (moyen métrage, diffusé par L'Harmattan, 2019)[15],[16]
- L'arrière-vie (moyen métrage)
- Origine contrôlée (moyen métrage)
- Papa (court métrage)
- Escort boy (moyen métrage)[17],[18]
- Le sang ne dort jamais (court métrage)
- La nuit devant soi (court métrage)
- Vivre ma vie (court métrage)
- Le magasin de solitude (long métrage)[19]
- Bibliothèque rose (long métrage)
- Un jeudi sur deux (court métrage)[20]
- Un homme disparaît (court métrage)
- Cuisine bourgeoise (court métrage)
- D comme documentaire (court métrage)[21]
- Chien perdu (long métrage)
- Jeunesse perdue (court métrage - 2020) [22]
- Tout le malheur des hommes (court métrage - 2020)[23]
- Farewell to utopia (court métrage - 2020)
- Petites lumières humaines (long métrage documentaire - 2020)
- Quinze ans et des poussières (moyen métrage - 2020)
- Le premier qui meurt réveille l'autre (moyen métrage - 2020)
- Portrait craché (moyen métrage - 2021)
- Vladivostok (moyen métrage - 2021)
- Le plus court chemin vers le ciel (moyen métrage - 2021)[24],[25]
- Vilain garçon (moyen métrage - 2021) [26]
- Le Capital humain (moyen métrage - 2021)
- Contre nature (court métrage - 2021)
- Là où vivent les hommes inconsolés (moyen métrage - 2021) [27]
- Le répondeur des anges ne prend plus de messages (moyen métrage - 2022)
- Accueillir les ténèbres (court métrage - 2022) [28]
- Posthume (court métrage - 2022)
- Toxico (moyen métrage - 2022) [29]
- Google n'oublie jamais (moyen métrage - 2022)
- Le Guetteur mélancolique (moyen métrage - 2023)
- Perdre la face (ancien titre Zéro figure - moyen métrage - 2023) [30]
- Vingt mille lieues sous la mère (long métrage documentaire - 2023) [31]
- La mélancolie du tueur à gages avant le passage à l'acte (court métrage - 2023)
- Allemand deuxième langue (court métrage - 2023)
- Le sentiment tragique de la vie (court métrage - 2023)
- Patrice (court métrage - 2024)
- La condition nocturne (court métrage - 2024)
- Petit Léon (long métrage - 2024)
- Mongolie intérieure (moyen métrage - 2024)
- Sorrow in the wind (long métrage - 2024)
- Les noces de courants d'air (court métrage - 2024)
- Mon dernier sourire sera pour toi (moyen métrage - 2024)
- The man I love (court métrage - 2025)
- Jusqu'à la lie (court métrage - 2025)
- Convention obsèques (court métrage - 2025)
- To be or not (court métrage - 2025)
- Devenir (long métrage - 2025)
- Une enfance égyptienne (moyen métrage - 2025)

## Clips
- 2019 : Plaisir d'amour, interprétée par Monde Verhaeghe et Manu Seguin (chant et conga)[32]
- 2021 : I feel like a motherless child, interprétée par Monde Verhaeghe[33]
- 2022 : I am a poor wayfaring stranger, interprétée par Monde Verhaeghe[34]

## Expositions
- 2002 : Trav’lin all alone, Diesel Denim Gallery, New York
- 2002 : Ignite, Puck Building, New York
- 2002 : Zabaletas ans other accessories, The Point, New York
- 2003 : Memories-Sample Sale, The Artist Network Gallery, New York
- 2006 : Missing, Metrònom, Barcelone
- 2007 : Zabaleta, Galerie David Guiraud, Paris
- 2018 : Le Magasin de solitude, Château de Trousse-Barrière, Briare

## Festivals et récompenses
- 2009 : La Vie intermédiaire, Festival de Cannes, section ACID, Cannes ; Festival international du film indépendant, Lille
- 2009 : La Surface corrigée, Biennale d'Issy, Issy-les-Moulineaux
- 2010 : La dernière fois, Festival Chéries-Chéris, Paris
- 2011 : Le Cimetière des mots usés, Festival Chéries-Chéris, Paris
- 2012 : La Vie intermédiaire, projection à la Cinémathèque française
- 2012 : Fin de séjour sur terre, sélection du Festival Côté court de Pantin et dans le cadre du festival Signes de nuit, Paris
- 2012 : N’importe où hors du monde, sélection du Festival Chéries-Chéris, Paris[35]
- 2014 : Ton cœur est plus noir que la nuit, sélection du Festival Chéries-Chéris, Paris[36],[37]
- 2015 : Étoile montante, sélection du Festival Chéries-Chéris, Paris
- 2016 : Fuck l'amour, "Mention spéciale du Jury" du 38e Festival international du court métrage de Clermont-Ferrand[38]
- 2017 : Grand-père, sélection du Festival Côté court de Pantin[39]
- 2017 : Les Envoûtés, sélection du Festival Chéries-Chéris
- 2017 : Adaptation par Jérôme Le Goff de la pièce La Dernière fois sous le titre Scratch, à la Galerie Thaddaeus Ropac, Pantin (interprétation Mary Berkelmans)[40]
- 2017 : La Nuit appartient aux enfants, grand prix de la 17e édition du festival Doc en courts de Lyon[41], sélection du Festival Côté court de Pantin, sélection des États généraux du film documentaire de Lussas
- 2018 : Travelling alone, sélection du Festival Côté court de Pantin
- 2018 : Eternity minus one, sélection du Festival Côté court de Pantin
- 2018 : Zéro figure, prix du jury étudiants de la 3e édition du festival Interférences, Lyon
- 2018 : Couteau suisse, sélection du Festival Chéries-Chéris, Paris
- 2019 : Couteau suisse, sélection des Rencontres du film documentaire de Mellionnec
- 2019 : Papa, sélection du Festival Côté court de Pantin
- 2019 : Origine contrôlée, sélection du Festival Côté court de Pantin
- 2020 : La nuit devant soi, sélection du Festival Côté court de Pantin[42]
- 2020 : Bibliothèque rose et Cuisine bourgeoise, sélection du Festival Chéries-Chéris, Paris[43]
- 2020 : La Nuit devant soi, prix Prospective Cinéma[44] du Festival Côté court de Pantin[45]
- 2021 : Jeunesse perdue[46], sélection[47] du Festival international du court métrage de Clermont-Ferrand[48]
- 2021 : Chiens perdus, sélection du Festival Chéries-Chéris[49],[50]
- 2021 : Vilain garçon, sélection du Festival du film d'éducation[51]
- 2022 : Quatre films présentés au Festival Côté court de Pantin[52]
- 2022 : Portrait craché, présenté au festival Écrans mixtes[53]
- 2022 : Vilain garçon[54], prix du Jury ex æquo du 28e Festival Chéries-Chéris 2022[55],[56]
- 2023 : Là où vivent les hommes inconsolés et Toxico, présentés au festival Écrans mixtes[57]
- 2023 : Masterclass Économie et visibilité d’un autre cinéma au ciné-café Aquarium de Lyon, dans le cadre du festival Écrans mixtes[58],[59]
- 2023 : Le répondeur des anges ne prend plus de messages, sélection du Festival Côté court de Pantin[60]
- 2023 : Toxico, sélection du Festival Chéries-Chéris[61]
- 2024 : Le plus court chemin vers le ciel, sélection du Festival Côté court de Pantin[62]
- 2024 : Vingt mille lieues sous la mère, sélection du Festival Chéries-Chéris[63],[64]